# Edmund Eysler
Edmund Eysler (ur. 12 marca 1874 w Wiedniu, zm. 4 października 1949 tamże) – austriacki kompozytor operetkowy, jeden z głównych przedstawicieli II operetki wiedeńskiej.

## Życie
Edmund Eysler urodził się w Wiedniu. Jego ojciec przybył do stolicy Austrii z Moraw, a matka z Węgier. To właśnie matka rozbudziła w nim zainteresowania muzyczne. Za jej radą poszedł do wiedeńskiego konserwatorium, gdzie zaprzyjaźnił się z Leo Fallem. Początkowo komponował utwory kameralne i instrumentalne, nie umiał jednak znaleźć dla nich ani wykonawców, ani słuchaczy. Po bankructwie ojca utrzymywał się dając lekcje gry na fortepianie i trochę aranżując. Napisał także operę, która chociaż nie została wystawiona, zwróciła na niego uwagę Ignaza Schnitzera, librecisty Barona cygańskiego.
Schnitzer miał stare libretto sprzed 15 lat, przeznaczone dla Straussa, ale niewykorzystane przez niego – Hultaja z gór (Schelm von Bergen). Zmienił je nieco, dał nowy tytuł – Zwierciadło czarownic (Der Hexenspiegel) i podrzucił libretto Eyslerowi. Skontaktował go też z wydawcą Josefem Weinbergerem, a ten przyznał młodemu kompozytorowi stypendium na pracę nad operą. Eysler pracował starannie i z zapałem, ostatecznie nikt jednak nie przyjął słabego utworu. Weinberger chcąc ratować zainwestowane pieniądze, a przy tym wierząc w talent Eyslera, namówił go, by wybrał z nieudanej opery najlepsze partie i motywy i przerobił je na operetkę. Moritz West (Nitzelberger) napisał właśnie świetne libretto, a po śmierci Zellera szukał kompozytora. Wienberger polecił mu Eyslera i tak powstał Brat Straubinger (Bruder Straubinger) – historia wędrownego czeladnika szewskiego, ograbionego z dokumentów, który legitymuje się papierami swego zmarłego dziadka i jako 114-latek staje się atrakcją małomiasteczkowego jarmarku, na którym odnajduje go jego ukochana. Premiera 20 lutego 1903 roku miała spore powodzenie. Brat Straubinger osiągnął 187 przedstawień bijąc operetkowy debiut Lehára sprzed kilku miesięcy.
W 1905 roku Eysler wystawił dwie świetnie przyjęte operetki Pufferl (komedię miłosną z lat kongresu wiedeńskiego) i Die Schützen (przedstawiające perypetie w drodze do milionowego spadku). W 1906 roku odniósł sukces operetką Künstlerblut, a w 1908 – Glückweinchen. Pisał coraz więcej, bo coraz więcej wydawał. Kobiety, karty, wyścigi konne pochłaniały sumy, które zapewnić mogły jedynie zaliczki na pośpiesznie pisane utwory. W latach 1908–1923 wystawił 30 utworów. Szesnaście spośród nich okazało się całkowitymi porażkami, dziewięć miało krótki żywot, cztery spotkały się z uznaniem publiczności: Der Fruenfresser (Wróg kobiet, 1911), Der lachende Echemann (Wesoły małżonek, 1913), Ein Tag in Paradies (1913) i Hanni geht tanzen (1916) i tylko jedna Unsterblicher Lump (1910) odniosła sukces. Librecista Feliks Dörmann opowiadał, że na pomysł libretta wpadł asystując przy odsłonięciu pomnika „Kochanego Augustyna” i słuchając przemówienia burmistrza Luegera, który powiedział: Jak myślicie moi mili, co też by powiedział ten wagabunda, miły Augustyn, gdyby tak znalazł się tu pośród nas i zobaczył swój własny pomnik. Unsterblicher Lump Dörmanna-Eyslera nie jest dudziarzem, lecz nauczycielem z Dolnej Austrii, utalentowanym kompozytorem, który ucieka do wielkiego miasta. Pisze tam operę, traci jednak równowagę moralną i niespodziewanie znika. Ludzie przypuszczają, że zginął. Po wielu latach u schyłku życia wraca do rodzinnej wsi, w dniu, w którym odsłaniany jest jego pomnik. Główna postać posiada rysy wiedeńskiego poety sprzed wiosny ludów, Ferdynanda Sautera i genialnego malarza Hokenjosa z powieści Jakuba Wassermanna. Eysler, którego uśmiechnięta dobroduszność skrywała często bolesne rozczarowanie, identyfikował się po trosze ze swym bohaterem. Pod wpływem współczucia napisał najczystszą, najbardziej osobistą muzykę w swojej twórczości.
Eysler raz jeszcze wspiął się na wyżyny swych możliwości w połowie lat 20. Popadł wówczas w tarapaty finansowe poręczywszy za swego krewnego 160 tysięcy szylingów. Ponieważ nie posiadał żadnych rezerw, a tantiemy za dawne dzieła były albo zastawione albo sprzedane, przyjął pomoc swoich librecistów Brammera i Grünwalda, którzy przynieśli mu jedno z najlepszych swych librett. Tak powstała Złota majstrowa (Die gold’ne Meisterin). Jej premiera w 1927 roku została bardzo życzliwie przyjęta przez publiczność zmęczoną coraz dziwaczniejszymi fabułami operetkowymi. Złota majstrowa opowiada o wdowie po złotniku, Małgorzacie, której marzy się małżeństwo z arystokratą, a o mało co nie pada ofiarą dwóch nicponiów. Ostatecznie pada w ramiona zacnego czeladnika Chrystiana.
Eysler zmarł w Wiedniu w 1949 roku po latach wojennej biedy

## Twórczość
- Brat Straubinger (Bruder Straubinger, 1903)
- Pufferl (1905)
- Die Schützen (1905)
- Künstlerblut (1906)
- Glückweinchen (1908)
- Unsterblicher Lump (1910)
- Złota majstrowa (Die gold’ne Meisterin, 1927)